# Chatham (Trinidad y Tobago)
Chatham es una localidad de Trinidad y Tobago, que forma parte de la región de Siparia.

## Geografía
La localidad abarca parte de la isla Trinidad y limita al norte con el golfo de Paria, al sur con el canal de Colón, al este con Cap-de-Ville y Erin-Buenos Ayres y al oeste con Coromandel.

## Demografía
Datos demográficos de la localidad de Chatham:
| Gráfica de evolución demográfica de Chatham entre 2000 y 2011 |
|                                                               |